# 東鉄工業
東鉄工業株式会社（とうてつこうぎょう、英: TOTETSU KOGYO CO., LTD.）は、東京都新宿区信濃町に本社を置く建設会社（ゼネコン）である。創業時の経緯から鉄道工事に強みを持ち、現在はJR東日本とつながりが深い。JR東日本パートナー会社であり、中堅ゼネコンである。JPX日経中小型株指数の構成銘柄の一つ。

## 概要
1943年（昭和18年）に鉄道の輸送力確保を目的に、当時の鉄道省の指示で国策会社として設立された。戦後は鉄道以外の工事にも進出し、2013年（平成25年）には創業70年を迎える。
線路・土木・建築・環境の4事業のなかで、線路事業では、JR東日本管内の線路メンテナンスの約3割を担うなど、国内最大規模である。また、メンテナンスだけでなく新幹線、高速道路、マンションなどの工事でも多くの施工実績がある。
| 大型保線機械                                | 台数（台） |
| ------------------------------------------- | ---------- |
| マルチプルタイタンパー                      | 16         |
| バラストレギュレター                        | 11         |
| 軌道モーターカー                            | 37         |
| ロータリーモーターカー(除雪用モーターカー） | 22         |
| レール削正車                                | 12         |
| 新幹線確認車                                | 5          |
| マルチトロ                                  | 35         |

大株主であり最大顧客でもあるJR東日本からは、線路の保守以外にも鉄道の安全・安定輸送に係る鉄道施設の工事を受注している。
バブル崩壊後の建設不況の中で、財務体質の強化や不採算工事の排除などの経営改革を行い、2009年3月期から4期連続で有利子負債ゼロを達成するなど安定した財務内容を誇る。
（2012年3月期各種経営指標：経営事項審査経営状況Y評点＝1,334点　土木一式総合評定値（Ｐ）=1781点　自己資本比率=58.1%　）

## 沿革
- 1943年（昭和18年）7月 - 当時の鉄道省の要請により、鉄道の保持・強化を目的として関東地方の鉄道工事業者が企業合同し、国策会社東京鐵道工業株式会社として設立。
- 1949年（昭和24年）10月 - 建設業法により建設大臣登録（イ）第146号の登録を完了。
- 1952年（昭和27年）7月 - 商号を東鉄工業株式会社に変更。
- 1962年（昭和37年）11月 - 株式を東京証券取引所市場第二部に上場。
- 1963年（昭和38年）8月 - 本店を東京都新宿区市谷砂土原町2丁目7番地に移転。
- 1971年（昭和46年）10月 - 宅地建物取引業法により宅地建物取引業者として免許取得。
- 1972年（昭和47年）10月 - 株式を東京証券取引所市場第一部に上場。
- 1974年（昭和49年）3月 - 建設業法の改正により、建設大臣許可を受ける。
- 1983年（昭和58年）6月 - 東鉄工業作業員宿舎放火殺人事件で従業員2名が中核派テロの犠牲になる。
- 2004年（平成16年）6月 - 八王子支店、新潟支店を設置。環境関連事業を事業目的に追加。
- 2005年（平成17年）
  - 1月 - 本社を現在地に移転。
  - 10月 - 子会社7社を東鉄機工株式会社、東鉄メンテナンス工事株式会社、東鉄創建株式会社の3社に再編。
- 2007年（平成19年）
  - 1月 - アスベスト除去の特許専用実施権を有する新会社を共同出資により設立。
  - 12月 - 内部統制本部を設置、8本部制に再編。
- 2008年（平成20年）
  - 4月 - 東鉄研修センターを東鉄技術学園に改称。
  - 10月 - 鉄道安全推進本部を設置、9本部制に再編。
- 2009年（平成21年）4月 - 環境事業本部を環境本部に改称し、3ヶ年中期経営計画スタート。
- 2015年（平成27年）- IR優良企業賞を受賞。

## 事業所
- 本社
  - 東京都新宿区信濃町34JR信濃町ビル4階
- 支店・営業所
  - 東京土木支店（東京都豊島区駒込1-8-11　トーコー駒込ビル3階）
  - 東京線路支店（東京都豊島区駒込1-8-11　トーコー駒込ビル4階）
  - 東京建築支店（東京都豊島区駒込1-8-11　トーコー駒込ビル5階）
  - 八王子支店（東京都八王子市旭町12-4　日本生命八王子ビル3階）
  - 横浜支店（神奈川県横浜市西区平沼1-40-26　JR東日本横浜支社ビル）
  - 千葉支店（千葉県千葉市中央区弁天2-23-1）
  - 水戸支店（茨城県水戸市宮町2-7-7）
  - 埼玉支店（埼玉県さいたま市大宮区桜木町4-247　OSビル6階）
  - 東北支店（宮城県仙台市青葉区中央3-10-19　仙台KYビル4階）
  - 高崎支店（群馬県高崎市東町172-9）
  - 新潟支店（新潟県新潟市中央区天神尾1-29-13）
  - 東鉄総合研修センター（茨城県つくばみらい市紫峰ヶ丘2-1）
  - 福島営業所（福島県福島市早稲町6番３号　高徳　第8ビル2階）
  - 盛岡営業所（岩手県盛岡市中央通３丁目3番2号　菱和ビル3階　３－Ｂ号室）
  - 仙北営業所（宮城県東松島市矢本字上河戸177-23）
  - 長野営業所（長野県塩尻市大門521 JR塩尻総合事務所2階）

## 主要関係会社
- 連結子会社
  - 東鉄機工株式会社
  - 東鉄メンテナンス工事株式会社
  - 東鉄創建株式会社
  - 興和化成株式会社
- 持分法適用関連会社
  - 株式会社ジェイテック
  - 株式会社全溶
  - 株式会社日本線路技術